# CutePDF
CutePDF（キュートPDF）は、Acro Software によって開発された Microsoft Windows 向けのプロプライエタリな PDF 変換・編集ソフトウェアである。
CutePDF Writer は PDF ファイルの作成が可能であり、CutePDF Form Filler は PDF フォームの入力・編集を行える。このような機能により、より高価な PDF 編集ソフトを使用せずにフォームの送信ができる。
CutePDF は文書、画像、テキストを PDF に変換できる。 ソフトウェアは仮想プリンターとして動作する。

## 評価
ドイツの雑誌『Chip』では5点満点中4点の評価を受けた。
また、以下のメディアでも推奨された：
- 『TechRepublic』（2003年10月9日）[7]
- 『ワシントン・ポスト』（2009年5月2日）[8]
- 『PC World』（2014年2月13日）[9]

## 諸問題
過去のバージョンでは、CutePDF はアドウェアをバンドルしていたことが指摘されている。
『Freeware Genius』は2011年6月16日の比較記事で、「CutePDF Writer など一部の仮想プリンターは、機能・設定の柔軟性・使いやすさで他より劣り、またアドウェア／スパイウェアが含まれる点で除外された」と述べている。
2016年6月19日時点のインストーラーでは、AskツールバーやOpenCandyアドウェアが含まれていた。